# Bonne Terre
Bonne Terre is een plaats (city) in de Amerikaanse staat Missouri, en valt bestuurlijk gezien onder St. Francois County.

## Demografie
Bij de volkstelling in 2000 werd het aantal inwoners vastgesteld op 4039.
In 2006 is het aantal inwoners door het United States Census Bureau geschat op 6563, een stijging van 2524 (62,5%). In 2010 was het inwonersaantal gestegen tot 6864. Volgens de schatting van 2016 steeg het inwonersaantal verder tot 7147.

## Geografie
Volgens het United States Census Bureau beslaat de plaats een oppervlakte van
10,7 km², waarvan 10,5 km² land en 0,2 km² water. Bonne Terre ligt op ongeveer 281 m boven zeeniveau.

## Plaatsen in de nabije omgeving
De onderstaande figuur toont nabijgelegen plaatsen in een straal van 16 km rond Bonne Terre.

## Geboren
- Patrick Williams (1939-2018), componist, muziekpedagoog, dirigent, arrangeur en trompettist